# 多羅吉奇夫卡
48°51′9″N 25°30′54″E / 48.85250°N 25.51500°E
多羅吉奇夫卡（烏克蘭語：Дорогичівка）是位於烏克蘭西部特諾皮爾州裏喬爾特基夫區的村莊，處於克里尼齊亞河畔，始建於1544年，面積11.59平方公里，2025年人口753。